# Amélie Doumet
Pour les articles homonymes, voir Doumet.
 (juillet 2024).
 (juillet 2024).
Si vous disposez d'ouvrages ou d'articles de référence ou si vous connaissez des sites web de qualité traitant du thème abordé ici, merci de compléter l'article en donnant les références utiles à sa vérifiabilité et en les liant à la section « Notes et références ».
Amélie Doumet, en religion Mère Marie-Catherine de l’Enfant-Jésus, née à Sète le 22 avril 1852, décédée à Rome le 15 décembre 1921, est une religieuse catholique française, 3e supérieure générale de la congrégation apostolique des religieuses de l'Assomption. Elle est la sœur du père Émile Doumet (1857-1905), abbé de l'Assomption et rédacteur du journal La Croix.

## Biographie
Amélie Doumet naît à Sète dans une famille de la haute bourgeoisie du Bas-Languedoc. Son père, Emile Doumet (1815-1857), fils d'Emile Doumet et d'Anaïs Bonjean, est consul d'Angleterre à Sète et appartient à une lignée de négociants présente dans le courtage et l'armement maritime ; sa mère Dephine Combié (1824-1900), fille d'Emile Combié et d'Amélie de Lahondès de Lafigère appartient à une famille de banquiers de Nîmes. Les familles Doumet et Combié sont attachées à la spiritualité des congrégations de l'Assomption, fondées par le vénérable Emmanuel d'Alzon et sainte Anne-Eugénie Milleret de Brou (en religion mère Marie-Eugénie de l'Enfant-Jésus) et c'est dans cet environnement spirituel que la jeune Amélie et son frère Émile vont grandir et construire leur vocation religieuse.
Au décès de son mari en 1857, Amélie Doumet quitte Sète et retourne auprès de sa famille à Nîmes avec ses enfants. Elle confie sa direction spirituelle au père d'Alzon qui la conduira, après les vœux de ses enfants, à entrer chez les Petites-Sœurs de l'Assomption. Sa propre sœur Louise Combié (128-1870) est elle-même religieuse assomptionniste tout comme sa cousine germaine Françoise Eugénie Bastide de Malbosc (1822-1878), assistante générale de l'Assomption.
L'éducation d'Amélie est confiée aux religieuses de l'Assomption à Nîmes, puis à Auteuil. Les chroniques de la congrégation évoquent les qualités d'esprit et de cœur de la jeune enfant : « toute simplicité, toute droiture, elle cachait sous une extrême réserve des trésors de sensibilité, de délicatesse et de générosité ». Reçue Enfant de Marie en 1868, elle entra au noviciat à Auteuil en 1872 et prononça ses vœux en 1875. En religion Sœur puis Mère Marie Catherine de l'Enfant Jésus, elle sera sa vie durant au service des religieuses de l'Assomption. Successivement Supérieure de l'externat de la congrégation à Auteuil, puis Assistante générale, elle soutiendra la congrégation dans ses luttes contre les mouvements anticléricaux du début du XXe siècle. En 1921, après le décès de la seconde Supérieure Générale, les religieuses venues de toutes les maisons de la congrégation lui confient alors la charge d'être leur troisième Supérieure Générale. Le jour même de son élection, elle reçoit une bénédiction du pape Benoît XV. Son plus vif désir, dès ce moment, est de partir pour Rome. Elle quitta alors Paris en novembre 1921 et visita les maisons de la congrégation qui sont sur son chemin. Elle est accueillie avec ferveur à Rome. Les chroniques rapportent ainsi son arrivée : « le 5 décembre au soir, elle arrivait à Rome. On lui fit une réception solennelle où toute la communauté, en manteaux blancs, reçut à genoux sa bénédiction, puis elle monta la Scala Nobile entre une double haie d'enfants, vêtus de blanc et portant des guirlandes de fleurs ». Hélas, ayant pris froid lors de son voyage, elle est atteinte d'une broncho-pneumonie qui l'emporte le 15 décembre. Une dernière bénédiction du Pape Benoît XV était venue réconforter ses derniers instants. Mère Marie Catherine Doumet repose à Rome, dans la terre des saints, ainsi qu'elle l'avait souhaité. « Tibi Soli » (« Toi Seul ») avait été sa devise, qu'elle avait choisie au jour de ses vœux perpétuels et qui était inscrite dans son anneau marial.